# Томаш Валдох
Томаш Валдох (пол. Tomasz Wojciech Wałdoch, нар. 10 травня 1971, Гданськ) — колишній польський футболіст, що грав на позиції захисника.
Насамперед відомий виступами за німецькі клуби «Бохум» та «Шальке 04», в яких провів більшу частину своєї кар'єри, а також національну збірну Польщі.

## Клубна кар'єра
Народився 10 травня 1971 року в місті Гданськ. Вихованець футбольної школи місцевого клубу «Сточньовець», за який виступав протягом 1986–1988 років у нижчих дивізіонах Польщі.
У елітному дивізіоні дебютував 1988 року, перейшовши до «Гурника» (Забже), в якому провів шість з половиною сезонів, взявши участь у 152 матчах чемпіонату.
Своєю грою за цю команду привернув увагу представників тренерського штабу німецького «Бохума», до складу якого приєднався на влітку 1994 року на правах вільного агента. В першому ж сезоні в Бундеслізі команда втриматись не змогла і сезон 1995/96 змушена була провести Другій Бундеслізі. Валдох залишився в команді і допоміг їй з легкістю зайняти перше місце і повернутись в еліту. У сезоні 1998/99 «Бохум» зайняв передостаннє місце і знову покинув Бундеслігу, але Валдох вдрууге не схотів грати в нижчому дивізіоні. Всього Томаш відіграв за бохумський клуб п'ять сезонів своєї ігрової кар'єри. Більшість часу, проведеного у складі «Бохума», був основним гравцем захисту команди.
Влітку 1999 року уклав контракт з «Шальке 04», у складі якого провів наступні сім років своєї кар'єри гравця. Граючи у складі «Шальке» також здебільшого виходив на поле в основному складі команди, вигравши за цей час два Кубка Німеччини.
Завершив професійну ігрову кар'єру у «Ягеллонії», за яку недовго виступав 2007 року.

## Виступи за збірну
21 серпня 1991 року дебютував в офіційних матчах у складі національної збірної Польщі в грі проти збірної Швеції.
1992 року разом з олімпійською польською командою виграв срібну медаль на футбольному турнірі Олімпійських ігор в Барселоні.
У складі національної збірної був учасником чемпіонату світу 2002 року в Японії і Південній Кореї, де був капітаном команди, зігравши в усіх трьох матчах.
Протягом кар'єри у національній команді, яка тривала 12 років, провів у формі головної команди країни 74 матчі, забивши 2 голи.

## Тренерська кар'єра
З 2006 року з перервами працює в «Шальке 04»: 1 липня був призначений помічником тренера юнацької складу, потім з 15 квітня по 30 червня 2008 року працював в дублі гельзенкірхенського клубу. 
11 листопада 2009 тимчасово був призначений помічником головного тренера польської збірної 20 квітня 2010 року був призначений спортивним директором «Гурника» (Забже).
2011 року став головним тренером юнацької складу «Шальке 04».

## Досягнення
- Срібний олімпійський призер: 1992
- Срібний призер чемпіонату Німеччини: 2000/01
- Володар Кубка Німеччини: 2000/01, 2001/02
- Володар Кубка німецької ліги: 2005
- Фіналіст Кубка німецької ліги: 2001, 2002
- Володар Кубка Інтертото: 2003, 2004
- Переможець Другої Бундесліги: 1995/96

## Приватне життя
Одружений. Є син Каміл, який народився 4 липня 1992 року і грав в дублі «Шальке 04», а також дві дочки.